# 杜の里
杜の里（もりのさと）は、石川県金沢市の地域名。

## 概要
1985年に、金沢大学の宝町・鶴間キャンパスを除く全キャンパスが杜の里地区（当時は若松地区）に隣接する角間地区に総合移転することをきっかけに開発がすすめられた。
当時は、旧浅川村地区の里山の中の古い集落であり、現在のように山側環状も開通していなかった。
2004年に土地区画整理事業の完了に伴う新住所が制定され、新たに「もりの里」という住所名が誕生した。「もりの里」地区は、1990年代から新しいアパートやマンションが立ち並んでおり、元々集落として発展してきた「若松・鈴見」地区は、古い一戸建てと新しいアパートが混在している。
また、隣接する田上地区は、2005年に山側環状が延伸されると同時に開発され、2015年に新たに「田上の里」「田上さくら」という住所が制定された。
「杜の里」という名前の通り、地区内には多くの街路樹が植えられており、主な道路の電線は全て地中化され、建築物も景観に配慮したものが多い。また、杜の里独自の建築物への制約が設けられている。その一例として、イオンもりの里店には、他のイオン店舗のような屋上看板が設置されていないことが挙げられる。
春には浅野川の河川敷には桜が咲き、初夏には角間川にホタルが飛び交う姿が見られ、自然と調和をはかった街づくりがなされている。

## 町域
住居表示制度導入地域
- 鈴見台（すずみだい）
- 住居表示制度未導入地域
- 若松町（わかまつまち）
- 上若松町（かみわかまつまち）
- もりの里（もりのさと）
- 鈴見町（すずみまち）
- 角間新町（かくましんまち）
- 田上（たがみ）
- 田上町（たがみまち）
- 田上の里（たがみのさと）
- 田上さくら（たがみさくら）

## 主な施設

### 商業施設
- イオンもりの里店
- 北國銀行杜の里支店
- アルビス杜の里店（旧バザール）
- アルビス田上店（旧フレッシュアリーナ）
- ニトリ金沢田上店
- DCM金沢田上店
- 北陸銀行杜の里支店
- 浅川郵便局
- 酒のやまや杜の里店
- V・ドラッグ中部薬品杜の里店
- 眼鏡市場もりの里店
- サイクルベースあさひ杜の里店
- イエローハット金沢田上店
- オートバックス金沢大学通り店
- セカンドストリート田上店

### 飲食店
- マクドナルド金沢イオン杜の里店、金沢田上店
- ミスタードーナツ金沢杜の里ショップ
- コメダ珈琲店金沢もりの里店
- 吉野家金沢もりの里店
- 餃子の王将杜の里店
- サイゼリヤ金沢杜の里店
- ビッグボーイ金沢もりの里店
- ペッパーランチイオンもりの里店
- カレーのチャンピオンもりの里店
- ゴーゴーカレー金沢本店
- 丸亀製麺金沢もりの里店
- 8番らーめんもりの里店
- カルビ大将田上店

### 公共施設
- 浅川市民センター
- 浅川郵便局
- 金沢市立杜の里小学校
- 金沢市立田上小学校
- 金沢中警察署田上交番
- 金沢刑務所

## 交通

### バス
北陸鉄道・北鉄金沢バス・北鉄白山バス（北鉄バス）
- 90 卯辰山線
  - 鈴見台一丁目 - 鈴見台二丁目 - 鈴見台三丁目 - 鈴見台四丁目

- 92 鈴見線
  - 鈴見台一丁目 - 鈴見台二丁目 - 若谷 - 若松 - 上若松 - 田上二丁目 - 田上新町 - 田上一丁目

- 93 金沢大学線
  - 鈴見台一丁目 - 鈴見台二丁目 - 若谷 - 若松 - 角間新町

- 97 金沢大学線、99 東金沢金大線
  - 鈴見台一丁目 - 鈴見町 - 若松橋 - 若松西 - 若松 - 角間新町

- 94 金沢大学線、53・96 西金沢線、市立病院線
  - 若松橋 - 若松西 - 若松 - 角間新町

- 13・14 医王山線、95 北陸大学線
  - 山環田上 - 下田上

加越能バス
- 南砺 - 金沢線
  - （金沢大学中央） - 若松 - （金沢星稜大学前）（金沢駅行は降車専用、南砺方面行は乗車専用）